# Adam (musikalbum)
Adam är Trio Patrekatts första och enda musikalbum, utgivet 1998.

## Låtlista
1. "Farsans 50" - 4:39
2. "Prefektens favoriter" - 4:27
3. "Neptun" - 3:14
4. "Sa flickan" - 5:20
5. "Örnen" - 3:35
6. "Polska efter köpman" - 2:32
7. "Adam i paradis" - 3:16
8. "Byggnam, skor" - 3:23
9. "Brudmarsch efter Byss-Calle" - 2:31
10. "Goethe" - 3:55
11. "Funderingar" - 4:03
12. "Färden" - 5:24

## Mottagande
Allmusic.com gav skivan betyget 3/5.